# Металогенічна провінція

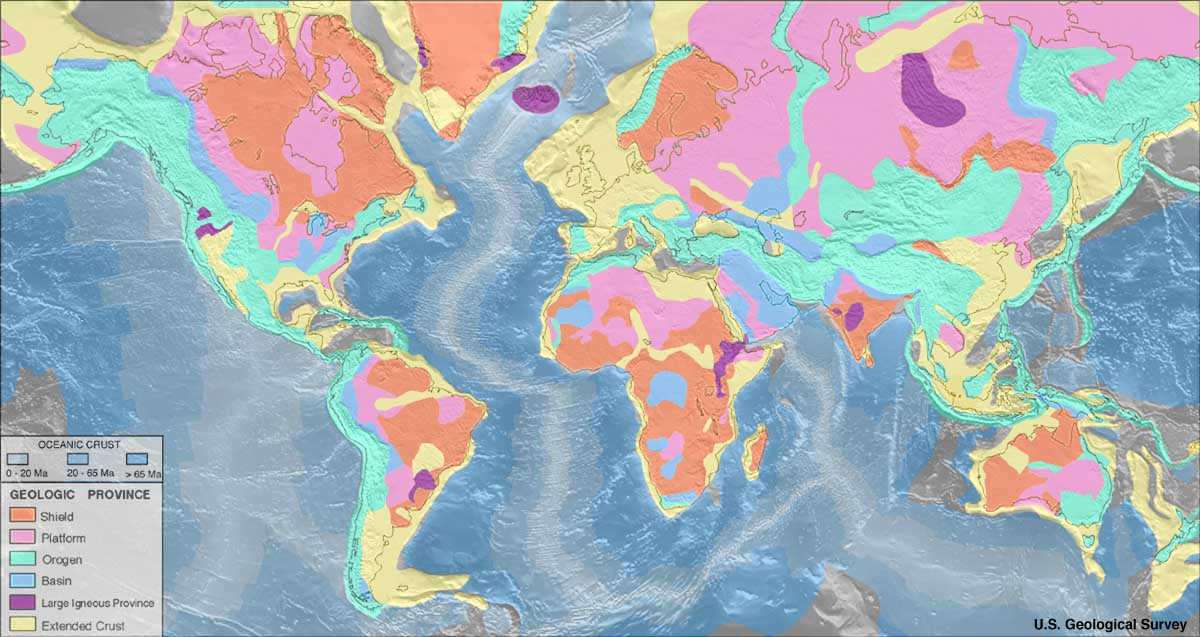
Геологічні провінції світу

Металогенічна провінція (рос. металлогеническая провинция, англ. metallogenic province; нім. metallogenetische Provinz f) — сукупність рудних родовищ, розвинених у межах великих тектонічних підрозділів.
Виділяються металогенічні провінції платформних щитів, плит, геосинклінально-складчастих систем, передових прогинів і серединних масивів.
- Металогенічні провінції щитів характеризуються наявністю родовищ корисних копалин метаморфічної основи, платформного чохла і зон активізації тектоно-магматичної (наприклад, Український щит).

- Металогенічні провінції щитів платформних плит подібні металогенічним провінціям щитів, але відрізняються від них суцільним розвитком осадового чохла, який приховує складчасто-метаморфічну основу (наприклад, центральні частини Східно-Європейської і Сибірської платформ).

- Металогенічні провінції щитів геосинклінально-складчастих систем відрізняються поясовим поширенням рудних родовищ (наприклад, металогенічні провінції Тихоокеанського, Середземноморського, Урало-Монгольського і інших геосинклінальних поясів).

- Металогенічні провінції щитів передових прогинів також мають поясну будову, але відрізняються переважанням екзогенних родовищ корисних копалин (наприклад, передовий прогин західного схилу Уралу з його родовищами нафти, газу, солей тощо).

- Металогенічні провінції щитів серединних масивів звичайно мають ізометричні контури і характеризуються наявністю древніх рудних родовищ.